# كينيث بيرسون
كينيث بيرسون (30 أغسطس 1951 في المملكة المتحدة - ) (بالإنجليزية: Kenneth Pearson) هو لاعب كريكت بريطاني. لعب مع المقاطعات الوطنية للكريكيت الإنجليزي والويلزي ‏ وNorthumberland County Cricket Club ‏.

## وصلات خارجية
- كينيث بيرسون على موقع إي آس بي آن كريك إنفو (الإنجليزية)